# Segundo González
Segundo González García, né le 26 février 1988, est un homme politique espagnol membre de Podemos.
Il est élu député de la circonscription des Asturies lors des élections générales de décembre 2015.

## Biographie

### Vie privée
Il est célibataire. Il parle couramment l'anglais, le français, le catalan et l'asturien.

### Études et profession
Il suit ses études supérieures à l'université Charles-III de Madrid où il obtient une double licence en économie et en journalisme. Il possède un master en administration des entités de l'économie sociale de l'université de Valence et poursuit un diplôme en sociologie grâce à l'université nationale d'enseignement à distance (UNED). Économiste de formation, il travaille dans le secteur hôtelier entre 2006 et 2012 puis cette année-là comme chargé de la communication auprès de BNP Paribas. Entre 2013 et 2014, il exerce en tant que conseiller financier de la coopérative Kinema.

### Activités politiques
À l'occasion de la première assemblée citoyenne de Podemos de novembre 2014, il est élu membre du conseil citoyen national — le parlement interne du nouveau parti — et devient coordonnateur aux Finances et à la Transparence au sein de la direction nationale. Choisi pour occuper la deuxième place sur la liste de Sofía Castañón lors des élections générales de décembre 2015 dans la circonscription des Asturies, il se retrouve propulsé au Congrès des députés où il siège à la commission des Finances et des Administrations publiques d'abord comme simple membre puis comme porte-parole titulaire. Aussi membre de la commission de l'Économie, il est désigné porte-parole à la commission des Budgets et à celle bicamérale chargée des Relations avec le Tribunal des comptes.
À nouveau candidat lors du scrutin législatif anticipé de juin 2016, il conserve son mandat parlementaire et ses responsabilités aux commissions des Budgets et du Tribunal des comptes mais cède celles de la commission des Finances et de la Fonction publique à Alberto Garzón et Josep Vendrell. Il soutient Íñigo Errejón lors du deuxième congrès du parti.